# Tridacna squamosa
Чешуйчатая тридакна (лат. Tridacna squamosa) — вид морских двустворчатых моллюсков, обитающий на мелких коралловых рифах Тихого и Индийского океанов.
Раковина моллюска немного меньше, чем у гигантской тридакны (вырастает до 40 сантиметров в поперечнике) и украшена многочисленными округлыми гребнями. Створки раковины у молодых животных могут иметь яркую окраску. Встречаются экземпляры розового и лимонно-жёлтого цветов.
Распахнутые створки раковины всегда обращены вверх, к свету. Если моллюска не тревожить, он расправляет свою мантию, подставляя её солнечным лучам. Дело в том, что в этой мантии живёт целый город симбиотических одноклеточных водорослей, поставляющих моллюску сахар и протеины. Именно от цвета этих водорослей и зависит окраска мантии — от сине-голубого до всех оттенков зелёного вплоть до чёрного.
В случае опасности мантия моллюска сокращается и створки раковины слегка прикрываются. Закрыться полностью они не в состоянии.
Кроме водорослей, содержащихся в мантии моллюска, тридакна питается и планктоном, фильтруя его из морской воды. Вода засасывается через продолговатую «ротовую» щель и выбрасывается через круглый сифон.
Ареал вида простирается от Южной Африки до Красного моря и далее до Маршалловых островов.